# Marignac, Tarn-et-Garonne
Marignac är en kommun i departementet Tarn-et-Garonne i regionen Occitanien i södra Frankrike. Kommunen ligger i kantonen Beaumont-de-Lomagne som tillhör arrondissementet Castelsarrasin. År 2022 hade Marignac 102 invånare.

## Befolkningsutveckling
Antalet invånare i kommunen Marignac
| Referens: INSEE |